# کارل نهامر
کارل نِهامر (زاده ۱۸ اکتبر ۱۹۷۲ در وین) (به آلمانی: Karl Nehammer) یک سیاستمدار اتریشی (ÖVP) است و از ۶ دسامبر ۲۰۲۱ صدراعظم جمهوری اتریش است. او از ۷ ژانویه ۲۰۲۰ تا ۶ دسامبر ۲۰۲۱ وزیر کشور فدرال جمهوری اتریش بود و از ژانویه ۲۰۱۸ تا ژانویه ۲۰۲۰ دبیرکل حزب خلق اتریش و از ۹ نوامبر ۲۰۱۷ تا ۷ ژانویه ۲۰۲۰ عضو شورای ملی اتریش. او از ۳ دسامبر ۲۰۲۱ رئیس اجرایی حزب خلق اتریش است.